# Список артиллерии броненосцев и линкоров США
В списке приведены основные характеристики орудий и наиболее распространённых снарядов, которыми были вооружены броненосцы и линкоры США.

## Орудия и снаряды главного калибра броненосцев и линкоров США
- «Название орудия» — наименование орудия в принятом в США формате. Несколько сокращено для экономии места. Полный формат — USN 16"/50 Mark 7 Mod 0 — USN (US Navy) — означает, что орудие разработано для Военно-морского флота, 16" — калибр в дюймах, 50 — длина ствола в калибрах, Mark 7 — версия разработки (модель) орудия с данными характеристиками (Mark[англ.]), в таблице используется принятое сокращение до Mk, Mod 0 — модификация данной версии (модели).
- «Корабли и конфигурация: количество башен × количество орудий в башне» — корабли (броненосцы и линкоры США), на которых была установлена данная модель орудия. Если орудие использовалось на кораблях других типов (крейсерах) или в береговой артиллерии, это никак не отмечено. Конфигурация показывает сколько на кораблях данного типа было установлено башен и сколько орудий было установлено в каждой башне.
- «Год разработки / год начала применения»
- «Вес орудия / Длина ствола и орудия» — вес орудия приводится с затвором, если не указано иного. Вес приведён в килограммах или метрических тоннах, длина ствола и орудия — в метрах.
- «Ресурс ствола / боезапас / скорострельность» - ресурс ствола в выстрелах, т.е. сколько выстрелов может сделать ствол до полного износа. Боезапас — количество зарядов на 1 ствол снаряженного корабля. Скорострельность - количество выстрелов, которые может сделать орудие в минуту.
- Снаряды:
  - «Тип» — модель снаряда в принятом в США формате. AP (Armor Piercing) — бронебойный, HC (High Capacity) — фугасный.
  - «Вес снаряда, заряда БЧ и метательного заряда» — вес самого снаряда, вес заряда БЧ (боевой части) — вес заряда взрывчатого вещества в снаряде (в качестве ВВ БЧ в большинстве снарядов США применялся пикрат аммония также называемый даннит[англ.]* или «взрывчатое вещество D»), вес метательного заряда (в основном применялся бездымный порох c дифениламином в качестве стабилизатора — SPD (Smokeless Powder with Diphenylamine). Всё в килограммах
  - «Начальная скорость / Рабочее давление в стволе» — начальная скорость снаряда при выходе из ствола, приведена для нормального (штатного) заряда, указанного в предыдущей колонке веса, для нового ствола (изношенный ствол имел худшие характеристики начальной скорости и дальности).
  - «Дальность» — дальность полёта снаряда при указанном угле возвышения ствола. Следует иметь в виду, что теоретическая дальность орудия при угле возвышения в 45° будет превышать указанные значения, но на ранних кораблях угол возвышения ствола был ограничен 15°, позже 30° — это связано с тем, что в тот период на бо́льших дистанциях бой вестись не мог из-за несовершенства средств наведения на таком расстоянии (по сути за горизонтом). По мере совершенствования средств наведения увеличивался и угол возвышения стволов — до 30° и 45°.
  - «Пробивная способность» — значение максимальной толщины брони, которую может пробить данный бронебойный снаряд с указанного расстояния. Данные приводятся для бортовой брони, пробивная способность палубной брони имеет другие значения и другую закономерность.

|| — светло-лазурным цветом выделены модернизации.
| Название орудия | Корабли и конфигурация: к-во башен × к-во орудий в башне | Год разработки / год начала применения                 | Вес орудия                                                            | Ресурс ствола                                                                      | Снаряды | Снаряды                                                                                  | Снаряды                                         | Снаряды                                                                                                | Снаряды |
| Название орудия | Корабли и конфигурация: к-во башен × к-во орудий в башне | Год разработки / год начала применения                 | Длина ствола и орудия                                                 | Боезапас                                                                           | Тип | Вес снаряда, заряда БЧ и метательного заряда                                             | Начальная скорость                              | Дальность                                                                                              | Пробивная способность |
| Название орудия | Корабли и конфигурация: к-во башен × к-во орудий в башне | Год разработки / год начала применения                 | Длина ствола и орудия                                                 | Скоро- стрельность                                                                 | Тип | Вес снаряда, заряда БЧ и метательного заряда                                             | Рабочее давление в стволе                       | Дальность                                                                                              | Пробивная способность |
| --- | --- | ------------------------------------------------------ | --------------------------------------------------------------------- | ---------------------------------------------------------------------------------- | --- | ---------------------------------------------------------------------------------------- | ----------------------------------------------- | --- | --- |
| 254 мм (10") | |                                                        |                                                                       |                                                                                    | |                                                                                          |                                                 | | |
| 10"/30 Mk 2 | «Мэн» 2 × 2 | 1891 / 1895                                            | 22 770 кг (без затвора) длина ствола: 7,620 м всего орудия: 8,359 м   | н/д 90 ~0,66 в мин.                                                                | ранний бронебойный (AP) | весь снаряд: 231,3 кг заряд БЧ: н/д заряд орудия: 42,2 кг                                | 610 м/с 2 200 кг/см²                            | 18 290 м при 15° (макс. угол возвышения)                                                               | 5 490 м — 175мм 8 230 м — 147мм 10 920 м — 107мм |
| 305 мм (12") | |                                                        |                                                                       |                                                                                    | |                                                                                          |                                                 | | |
| 12"/35 Mk 1 12"/35 Mk 2 | «Техас» (Mk 1) 2 × 1 «Айова» (Mk 2) (BB-4) 2 × 2 | н/д / 1896                                             | 46 516 кг длина ствола: 10,688 м                                      | н/д 80 («Техас») 60 («Айова») ~1 в мин.                                            | ранний бронебойный (AP) | весь снаряд: 394,6 кг заряд БЧ: н/д заряд орудия: 72,6 кг                                | 640 м/с 2 440 кг/см²                            | 10 970 м при 15° (макс. угол возвышения) (у «Айовы» макс. 14°)                                         | 5 490 м — 328мм 8 230 м — 272мм 10 920 м — 221мм |
| 12"/35 Mk 1 12"/35 Mk 2 | «Техас» (Mk 1) 2 × 1 «Айова» (Mk 2) (BB-4) 2 × 2 | н/д / 1896                                             | 46 516 кг длина ствола: 10,688 м                                      | н/д 80 («Техас») 60 («Айова») ~1 в мин.                                            | ранний фугасный | весь снаряд: 394,6 кг заряд БЧ: н/д                                                      | 640 м/с 2 440 кг/см²                            | 10 970 м при 15° (макс. угол возвышения) (у «Айовы» макс. 14°)                                         | н/п |
| 12"/40 Mk 3 12"/40 Mk 4 | тип «Мэн» (BB-10, 11, 12) 2 × 2 тип «Вирджиния» (BB-13, 14, 15, 16, 17) 2 × 2 | 1899 / 1902                                            | 52 834 кг длина ствола: 12,192 м                                      | 100-150 60 ~0,66 в мин.                                                            | ранний бронебойный (AP) | весь снаряд: 394,6 кг заряд БЧ: 10,9-11,2 кг заряд орудия: 107,7 кг                      | 732 м/с 2 520 кг/см²                            | 17 370 м при 15,5° (у т.«Мэн» макс.угол 15° у т.«Вирджиния» - 20°)                                     | 5 490 м — 328мм 8 230 м — 272мм 10 920 м — 221мм |
| 12"/40 Mk 3 12"/40 Mk 4 | тип «Мэн» (BB-10, 11, 12) 2 × 2 тип «Вирджиния» (BB-13, 14, 15, 16, 17) 2 × 2 | 1899 / 1902                                            | 52 834 кг длина ствола: 12,192 м                                      | 100-150 60 ~0,66 в мин.                                                            | ранний фугасный | весь снаряд: 394,6 кг заряд БЧ: н/д                                                      | 732 м/с 2 520 кг/см²                            | 17 370 м при 15,5° (у т.«Мэн» макс.угол 15° у т.«Вирджиния» - 20°)                                     | н/п |
| 12"/45 Mk 5 (en.) 12"/45 Mk 6 | тип «Коннектикут» (BB-18, 19, 20, 21, 22, 25) 2 × 2 тип «Миссисипи» (BB-23, 24) 2 × 2 тип «Саут Кэролайн» (BB-26, 27) 4 × 2 тип «Делавэр» (BB-28, 29) 5 × 2 тип «Флорида» (BB-30, 31) 5 × 2 | 1903 / 1906                                            | 54 тонны длина ствола: 13,716 м                                       | 175 тип «Коннектикут»: 60 тип «Миссисипи»: 71 остальные: 100 2-3 в мин.            | ранний бронебойный (AP) | весь снаряд: 394,6 кг заряд БЧ: 10,9-11,2 кг заряд орудия: 140,6 кг                      | 823 м/с 2 681 кг/см²                            | ~18 290 м при 15° (макс. угол возвышения)                                                              | 5 490 м — 396мм 8 230 м — 333мм 10 920 м — 274мм |
| 12"/45 Mk 5 (en.) 12"/45 Mk 6 | тип «Коннектикут» (BB-18, 19, 20, 21, 22, 25) 2 × 2 тип «Миссисипи» (BB-23, 24) 2 × 2 тип «Саут Кэролайн» (BB-26, 27) 4 × 2 тип «Делавэр» (BB-28, 29) 5 × 2 тип «Флорида» (BB-30, 31) 5 × 2 | 1903 / 1906                                            | 54 тонны длина ствола: 13,716 м                                       | 175 тип «Коннектикут»: 60 тип «Миссисипи»: 71 остальные: 100 2-3 в мин.            | ранний фугасный | весь снаряд: 394,6 кг заряд БЧ: н/д                                                      | 823 м/с 2 681 кг/см²                            | ~18 290 м при 15° (макс. угол возвышения)                                                              | н/п |
| 12"/50 Mk 7 | тип «Вайоминг» (BB-32, 33) 6 × 2 | 1910 / 1912                                            | 56 310 кг длина ствола: 15,087 м всего орудия: 15,424 м               | 200 100 2-3 в мин.                                                                 | AP Mk 15 mods 1-6 | весь снаряд: 394,6 кг заряд БЧ: 11,3 кг заряд орудия: 152,9 кг                           | 884 м/с 2 760 кг/см²                            | 21 950 м при 14,7° (макс.угол — 15°)                                                                   | 5 490 м — 442мм 8 230 м — 373мм 10 920 м — 312мм |
| 12"/50 Mk 7 | тип «Вайоминг» (BB-32, 33) 6 × 2 | 1910 / 1912                                            | 56 310 кг длина ствола: 15,087 м всего орудия: 15,424 м               | 200 100 2-3 в мин.                                                                 | ранний фугасный | весь снаряд: 394,6 кг заряд БЧ: 23,7 кг                                                  | 884 м/с 2 760 кг/см²                            | 21 950 м при 14,7° (макс.угол — 15°)                                                                   | н/п |
| 12"/50 Mk 7 | тип «Вайоминг» (BB-32, 33) 6 × 2 | 1910 / 1912                                            | 56 310 кг длина ствола: 15,087 м всего орудия: 15,424 м               | 200 100 2-3 в мин.                                                                 | HC Mk 16 mods 1-2 | весь снаряд: 394,6 кг заряд БЧ: 26,4 кг                                                  | 914 м/с 2 760 кг/см²                            | 21 850 м при 15°                                                                                       | н/п |
| 330 мм (13") | |                                                        |                                                                       |                                                                                    | |                                                                                          |                                                 | | |
| 13"/35 Mk 1 13"/35 Mk 2 | тип «Индиана» (BB-1, 2, 3) 2 × 2 тип «Кирсадж» (BB-5, 6) 2 × 2 тип «Иллинойс» (BB-7, 8, 9) 2 × 2                                                                                            | н/д / 1895                                             | 62 550 кг длина ствола: 11,557 м                                      | н/д 60 ~1 в мин.                                                                   | ранний бронебойный (AP) | весь снаряд: 512,6 кг заряд БЧ: 6,2 кг заряд орудия: 81,6 кг                             | 610 м/с 2 205 кг/см²                            | ~11 000 м при 15° (макс. угол возвышения)                                                              | 5 490 м — 262мм 8 230 м — 206мм 10 920 м — 155мм |
| 356 мм (14") | |                                                        |                                                                       |                                                                                    | |                                                                                          |                                                 | | |
| 14"/45 Mk 1 14"/45 Mk 2 14"/45 Mk 3 14"/45 Mk 5 (ссылка на все 14"/45) В 1930-х годах были модернизированы в Mk 8, 9, 10, 12 (см.) | тип «Нью-Йорк» (BB-34, 35) 5 × 2 тип «Невада» (BB-36, 37) 2 × 3, 2 × 2 тип «Пенсильвания» (BB-38, 39) 4 × 3                                                                                 | 1910 / 1914                                            | 64 633 кг длина ствола: 16,002 м всего орудия: 16,318 м               | н/д 100 1,25-1,75 в мин.                                                           | ранний бронебойный (AP) | весь снаряд: 635 кг заряд БЧ: 14,3 кг заряд орудия: 165,6 кг увеличенный заряд: 190,5 кг | 792 м/с 2 835 кг/см² с увелич. зарядом: 823 м/с | 21 030 м при норм. заряде и при 15° (макс. угол до модернизации)                                       | 5 490 м — 437мм 8 230 м — 366мм 10 920 м — 302мм 14 630 м — 226мм 18 290 м — 170мм                                                                                 |
| 14"/45 Mk 1 14"/45 Mk 2 14"/45 Mk 3 14"/45 Mk 5 (ссылка на все 14"/45) В 1930-х годах были модернизированы в Mk 8, 9, 10, 12 (см.) | тип «Нью-Йорк» (BB-34, 35) 5 × 2 тип «Невада» (BB-36, 37) 2 × 3, 2 × 2 тип «Пенсильвания» (BB-38, 39) 4 × 3                                                                                 | 1910 / 1914                                            | 64 633 кг длина ствола: 16,002 м всего орудия: 16,318 м               | н/д 100 1,25-1,75 в мин.                                                           | AP Mk 8 mods 3,7,8,11 | весь снаряд: 635,9 кг заряд БЧ: 15,6 кг                                                  |                                                 | | |
| 14"/45 Mk 1 14"/45 Mk 2 14"/45 Mk 3 14"/45 Mk 5 (ссылка на все 14"/45) В 1930-х годах были модернизированы в Mk 8, 9, 10, 12 (см.) | тип «Нью-Йорк» (BB-34, 35) 5 × 2 тип «Невада» (BB-36, 37) 2 × 3, 2 × 2 тип «Пенсильвания» (BB-38, 39) 4 × 3                                                                                 | 1910 / 1914                                            | 64 633 кг длина ствола: 16,002 м всего орудия: 16,318 м               | н/д 100 1,25-1,75 в мин.                                                           | HC | весь снаряд: 635 кг заряд БЧ: 38,1 кг                                                    |                                                 | | н/п |
| 14"/50 Mk 4 14"/50 Mk 6 (en.) В 1930/40-х годах были заменены на 14"/50 Mk 7 и 14"/50 Mk 11 (см.)                                  | тип «Нью-Мексико» (BB-40, 41, 42) 4 × 3 тип «Теннесси» (BB-43, 44) 4 × 3 | 1916 / 1918                                            | 81 473 кг длина ствола: 17,780 м всего орудия: 18,136 м               | 250 100 ~1,75 в мин.                                                               | ранний бронебойный (AP) | весь снаряд: 635 кг заряд БЧ: 14,3 кг заряд орудия: 213,2 кг                             | 853 м/с 2 835 кг/см²                            | 21 950 м при 15° (у т.«Нью-Мексико» макс.угол 15° у т.«Теннесси» - 30°)                                | 5 490 м — 437мм 8 230 м — 366мм 10 920 м — 302мм 14 630 м — 226мм 18 290 м — 170мм                                                                                 |
| 14"/50 Mk 4 14"/50 Mk 6 (en.) В 1930/40-х годах были заменены на 14"/50 Mk 7 и 14"/50 Mk 11 (см.)                                  | тип «Нью-Мексико» (BB-40, 41, 42) 4 × 3 тип «Теннесси» (BB-43, 44) 4 × 3 | 1916 / 1918                                            | 81 473 кг длина ствола: 17,780 м всего орудия: 18,136 м               | 250 100 ~1,75 в мин.                                                               | AP Mk 8 mods 3,7,8,11 | весь снаряд: 635,9 кг заряд БЧ: 15,6 кг                                                  |                                                 | | |
| 14"/50 Mk 4 14"/50 Mk 6 (en.) В 1930/40-х годах были заменены на 14"/50 Mk 7 и 14"/50 Mk 11 (см.)                                  | тип «Нью-Мексико» (BB-40, 41, 42) 4 × 3 тип «Теннесси» (BB-43, 44) 4 × 3 | 1916 / 1918                                            | 81 473 кг длина ствола: 17,780 м всего орудия: 18,136 м               | 250 100 ~1,75 в мин.                                                               | HC | весь снаряд: 635 кг заряд БЧ: 38,1 кг                                                    | 853 м/с 2 835 кг/см²                            | | н/п |
| 14"/50 Mk 4 14"/50 Mk 6 (en.) В 1930/40-х годах были заменены на 14"/50 Mk 7 и 14"/50 Mk 11 (см.)                                  | тип «Нью-Мексико» (BB-40, 41, 42) 4 × 3 тип «Теннесси» (BB-43, 44) 4 × 3 | 1916 / 1918                                            | 81 473 кг длина ствола: 17,780 м всего орудия: 18,136 м               | 250 100 ~1,75 в мин.                                                               | HC Mk 9 | весь снаряд: 639,6 кг заряд БЧ: 47,6 кг                                                  |                                                 | | н/п |
| 14"/45 Mk 8 14"/45 Mk 9 14"/45 Mk 10 14"/45 Mk 12 (ссылка на все 14"/45)                                                           | тип «Нью-Йорк» (BB-34, 35) 5 × 2 тип «Невада» (BB-36, 37) 2 × 3, 2 × 2 тип «Пенсильвания» (BB-38, 39) 4 × 3                                                                                 | как модернизация 1928 / 1933                           | 63 тонны длина ствола: 16,002 м всего орудия: 16,318 м                | Mk 8,9,10: 175-200 Mk 12: 250 100 1,25-1,75 в мин.                                 | AP Mk 16 mods 1-11 AP Mk 20 mod 1 | весь снаряд: 680,4 кг заряд БЧ: 10,4 кг заряд орудия: 192,8 кг                           | 792 м/с 2 835 кг/см²                            | 31 360 м при 30° 21 030 м при 15° (макс. угол после модернизации: т.«Нью-Йорк» - 15°, остальные - 30°) | 10 520 м — 457мм 13 530 м — 406мм 17 190 м — 356мм 21 400 м — 305мм 25 880 м — 254мм 31 360 м — 203мм                                                              |
| 14"/45 Mk 8 14"/45 Mk 9 14"/45 Mk 10 14"/45 Mk 12 (ссылка на все 14"/45)                                                           | тип «Нью-Йорк» (BB-34, 35) 5 × 2 тип «Невада» (BB-36, 37) 2 × 3, 2 × 2 тип «Пенсильвания» (BB-38, 39) 4 × 3                                                                                 | как модернизация 1928 / 1933                           | 63 тонны длина ствола: 16,002 м всего орудия: 16,318 м                | Mk 8,9,10: 175-200 Mk 12: 250 100 1,25-1,75 в мин.                                 | HC Mk 19 mods 1-6 HC Mk 22 mod 0 | весь снаряд: 578 кг заряд БЧ: 47,3 кг                                                    | 834 м/с 2 835 кг/см²                            | 31 730 м при 30° 21 490 м при 15°                                                                      | н/п |
| 14"/45 Mk 8 14"/45 Mk 9 14"/45 Mk 10 14"/45 Mk 12 (ссылка на все 14"/45)                                                           | тип «Нью-Йорк» (BB-34, 35) 5 × 2 тип «Невада» (BB-36, 37) 2 × 3, 2 × 2 тип «Пенсильвания» (BB-38, 39) 4 × 3                                                                                 | как модернизация 1928 / 1933                           | 63 тонны длина ствола: 16,002 м всего орудия: 16,318 м                | Mk 8,9,10: 175-200 Mk 12: 250 100 1,25-1,75 в мин.                                 | HC Mk 9 mod 4 | весь снаряд: 639,6 кг заряд БЧ: 47,6 кг                                                  |                                                 | | н/п |
| 14"/50 Mk 7 14"/50 Mk 11 14"/50 Mk B (en.)                                                                                         | тип «Нью-Мексико» (BB-40, 41, 42) 4 × 3 тип «Теннесси» (BB-43, 44) 4 × 3 Mk B разрабатывался для типа «Норт Кэролайн», но не был реализован.                                                | Mk 7 1930 / 1935 Mk 11 1935 / 1940 Mk B 1937 / никогда | 81 473 кг длина ствола: 17,780 м всего орудия: 18,136 м               | Mk 7 175-200 100 ~1,75 в мин. Mk 11 200-250 100 ~1,75 в мин. Mk B н/д 100 2 в мин. | AP Mk 16 mods 1-11 | весь снаряд: 680,4 кг заряд БЧ: 10,4 кг заряд орудия: 190,5 кг                           | 823 м/с 2 835 кг/см²                            | 33 650 м при 30° (макс. угол после модернизации) 18 290 м при 12°                                      | 0 м — 712мм 4 572 м — 601мм 9 144 м — 601мм 13 716 м — 426мм 18 288 м — 349мм 22 860 м — 286мм 27 432 м — 297мм 32 004 м — 199мм                                   |
| 14"/50 Mk 7 14"/50 Mk 11 14"/50 Mk B (en.)                                                                                         | тип «Нью-Мексико» (BB-40, 41, 42) 4 × 3 тип «Теннесси» (BB-43, 44) 4 × 3 Mk B разрабатывался для типа «Норт Кэролайн», но не был реализован.                                                | Mk 7 1930 / 1935 Mk 11 1935 / 1940 Mk B 1937 / никогда | 81 473 кг длина ствола: 17,780 м всего орудия: 18,136 м               | Mk 7 175-200 100 ~1,75 в мин. Mk 11 200-250 100 ~1,75 в мин. Mk B н/д 100 2 в мин. | HC Mk 19 mods 2-6 HC Mk 22 mod 0 | весь снаряд: 578 кг заряд БЧ: 47,3 кг                                                    | 861 м/с 2 835 кг/см²                            | 33 467 м при 30° 22 860 м при 15°                                                                      | н/п |
| 406 мм (16") | |                                                        |                                                                       |                                                                                    | |                                                                                          |                                                 | | |
| 16"/45 Mk1 В конце 1930-х были заменены на 16"/45 Mk 5 и 16"/45 Mk 8 (см.)                                                         | тип «Колорадо» (BB-45, 46, 47, 48) 4 × 2 | 1913 / 1921                                            | 106 959 кг длина ствола: 18,288 м всего орудия: 18,694 м              | 350 100 ~1,5 в мин.                                                                | AP Mk 3 mods 2-5 | весь снаряд: 957,1 кг заряд БЧ: 26,1 кг заряд орудия: 267,6 кг                           | 792 м/с 2 835 кг/см²                            | 31 360 м при 30° (макс. угол возвышения) 20 940 м при 15°                                              | 5 490 м — 655мм 8 230 м — 564мм 10 920 м — 480мм 14 630 м — 376мм 18 290 м — 292мм                                                                                 |
| 16"/50 Mk2 (en.) 16"/50 Mk3 | тип «Саут Дакота» (проект 1920 года) (BB-49, 50, 51, 52, 53, 54) 4 × 3 | 1916 / 1923                                            | 130,2 тонны длина ствола: 20,320 м всего орудия: 20,726 м             | 250 120 2 в мин.                                                                   | AP Mk 3 | весь снаряд: 954,5 кг заряд БЧ: 31,6 кг заряд орудия: 318 кг                             | 853 м/с 2 835 кг/см²                            | | 16 459 м — 445мм 20 117 м — 381мм 21 946 м — 356мм 23 774 м — 328мм 25 604 м — 307мм 27 432 м — 279мм                                                              |
| 16"/45 Mk5 16"/45 Mk8 | тип «Колорадо» (BB-45, 46, 47, 48) 4 × 2 | как модернизация 1935 / 1938                           | 106 959 кг длина ствола: 18,288 м всего орудия: 18,694 м              | Mk5: 320 Mk8: 395 100 ~1,5 в мин.                                                  | AP Mk 5 mods 1-6 | весь снаряд: 1 016 кг заряд БЧ: 15,2 кг заряд орудия: 247,2 кг                           | 768 м/с 2 835 кг/см²                            | 32 000 м при 30° (макс. угол возвышения) 21 030 м при 15°                                              | 0 - 754мм 4 570 м — 661мм 9 140 м — 572мм 15 360 м — 457мм 18 560 м — 406мм 22 400 м — 356мм 26 970 м — 305мм 32 460 м — 254мм                                     |
| 16"/45 Mk5 16"/45 Mk8 | тип «Колорадо» (BB-45, 46, 47, 48) 4 × 2 | как модернизация 1935 / 1938                           | 106 959 кг длина ствола: 18,288 м всего орудия: 18,694 м              | Mk5: 320 Mk8: 395 100 ~1,5 в мин.                                                  | HC Mk13 HC Mk14 | весь снаряд: 862 кг заряд БЧ: 69,67 кг                                                   | 803 м/с 2 835 кг/см²                            | | н/п |
| 16"/45 Mk6 (en.) | тип «Норт Кэролайн» (BB-55, 56) 3 × 3 тип «Саут Дакота» (BB-57, 58, 59, 60) 3 × 3 | 1936 / 1941                                            | 97 231 кг (без затвора) длина ствола: 18,288 м всего орудия: 18,694 м | 395 130 2 в мин.                                                                   | AP Mk8 mods 0-8 | весь снаряд: 1 224,7 кг заряд БЧ: 18,55 кг заряд орудия: 242,7 кг                        | 701 м/с 2 835 кг/см²                            | 33 741 м при 45° (макс. угол возвышения) 29 444 м при 30° 19 202 м при 15°                             | 0 м — 755мм 4 572 м — 676мм 9 144 м — 597мм 13 716 м — 520мм 18 288 м — 448мм 22 860 м — 382мм 27 432 м — 324мм 32 004 м — 266мм                                   |
| 16"/45 Mk6 (en.) | тип «Норт Кэролайн» (BB-55, 56) 3 × 3 тип «Саут Дакота» (BB-57, 58, 59, 60) 3 × 3 | 1936 / 1941                                            | 97 231 кг (без затвора) длина ствола: 18,288 м всего орудия: 18,694 м | 395 130 2 в мин.                                                                   | HC Mk 13 mods 0-6 HC Mk14 mod 0 | весь снаряд: 861,8 кг заряд БЧ: 69,67 кг                                                 | 803 м/с 2 835 кг/см²                            | 36 741 м при 45° 31 913 м при 30° 21 397 м при 15°                                                     | н/п |
| 16"/50 Mk7 (en.) | тип «Айова» (BB-61, 62, 63, 64, 65, 66) 3 × 3 тип "Монтана" (BB-67, 68, 69, 70, 71) 4 × 3                                                                                                   | 1939 / 1943                                            | 121 519 кг длина ствола: 20,320 м всего орудия: 20,726 м              | 290—350 130 ~2 в мин.                                                              | AP Mk8 mods 0-8 | весь снаряд: 1 224,7 кг заряд БЧ: 18,55 кг заряд орудия: 182,9 кг                        | 762 м/с 2 835 кг/см²                            | 38 720 м при 45° (макс. угол возвышения) 33 558 м при 30° 21 854 м при 15°                             | 0 м — 829мм 4 572 м — 747мм 9 144 м — 664мм 13 716 м — 585мм 18 288 м — 509мм 22 860 м — 441мм 27 432 м — 380мм 32 004 м — 329мм 36 576 м — 280мм 38 720 м — 241мм |
| 16"/50 Mk7 (en.) | тип «Айова» (BB-61, 62, 63, 64, 65, 66) 3 × 3 тип "Монтана" (BB-67, 68, 69, 70, 71) 4 × 3                                                                                                   | 1939 / 1943                                            | 121 519 кг длина ствола: 20,320 м всего орудия: 20,726 м              | 290—350 130 ~2 в мин.                                                              | HC Mk 13 mods 0-6 HC Mk 14 mod 0 | весь снаряд: 861,8 кг заряд БЧ: 69,67 кг                                                 | 820 м/с 2 835 кг/см²                            | 38 059 м при 45° 32 918 м при 30° 22 037 м при 15°                                                     | н/п |
| 16"/50 Mk7 (en.) | тип «Айова» (BB-61, 62, 63, 64, 65, 66) 3 × 3 тип "Монтана" (BB-67, 68, 69, 70, 71) 4 × 3                                                                                                   | 1939 / 1943                                            | 121 519 кг длина ствола: 20,320 м всего орудия: 20,726 м              | 290—350 130 ~2 в мин.                                                              | После Второй мировой войны на вооружении линкоров типа «Айова» стояли и другие снаряды: - Ядерный Mark 23 - HE-CVT Mark 143 - ICM Mark 144 - HE-ET/PT Mark 145 - а также, в качестве альтернативы главному калибру, ракеты «Томагавк» |                                                                                          |                                                 | | |